# 想いよひとつになれ/MIRAI TICKET
- ラブライブ! > ラブライブ!サンシャイン!! > Aqours > 想いよひとつになれ/MIRAI TICKET

「想いよひとつになれ/MIRAI TICKET」（おもいよひとつになれ／ミライ チケット）は、Aqoursによるシングルで、テレビアニメ『ラブライブ！サンシャイン!!』の挿入歌。2016年11月9日にLantisから発売された。

## 概要
テレビアニメ『ラブライブ！サンシャイン!!』挿入歌シングル第3弾。
表題曲「想いよひとつになれ」は、テレビアニメ第1期第11話の挿入歌。沼津市民文化センターで行われた予備予選で披露された曲で、センターは高海千歌と渡辺曜が担当。「君のこころは輝いてるかい?」以来のダブルセンターとなっている。第2話で梨子が聞いた「海の声」を元に作られた楽曲「海へ還るもの」をベースとしており、メロディーが共通のものとなっている。予備予選当日が梨子のピアノの発表会と重なり、当初は発表会を辞退して9人で歌う予定だったが、梨子の想いを知った千歌の助言により梨子は発表会に参加することとなり、ステージでは8人による歌唱となった。ステージでは、ピアノ発表会とステージがシンクロするような演出となっている。
もう一つの表題曲「MIRAI TICKET」は第1期第13話の挿入歌。通称は「ミラチケ」。日本ガイシホールで開催されたラブライブ！東海地区予選大会で披露された。センターは高海千歌。楽曲披露の前には、これまでのAqoursの歩みをまとめたミュージカル風の演出がなされ、劇中で初めて点呼が行われた。大会は惜しくも僅差で敗退となり決勝大会への進出は叶わなかったものの、それまで0だった入学希望者を1に増やし、「0から1」へという目標を達成することに成功した。また、映像では浦の星女学院の面々・一部のAqoursメンバーの家族も観客として登場し、メンバーのライブを見に来ている。
CDには初回生産特典として「ジャケットイラストシール」が封入される。
当初は2016年10月12日に発売される予定だったが、制作上の都合により2016年11月9日に発売が延期された。
キャッチコピーは「あこがれ抱きしめて次へ進むんだ！」。

## チャート成績
11月8日付のオリコンデイリーランキングでは4位にランクイン。翌日の11月9日付では0.9万枚を売り上げて3位にランクインした。11月21日付のオリコン週間ランキングでは3.7万枚を売上げ3位にランクインした。また、アニメ週間チャートにおいては、デイリーランキングで競り合った「THE IDOLM@STER THE@TER ACTIVITIES 03」をわずか219枚差の僅差で破り、6作連続となる1位を獲得した。
ビルボードにおいてもHot Animationにおいて4作ぶりの1位を獲得した。

## 収録曲
- 全作詞：畑亜貴

1. 想いよひとつになれ
  - 作曲・編曲：佐伯高志
  - テレビアニメ『ラブライブ！サンシャイン!!』第1期第11話挿入歌
2. MIRAI TICKET
  - 作曲・編曲：EFFY　
  - テレビアニメ『ラブライブ！サンシャイン!!』第1期第13話挿入歌
3. 想いよひとつになれ（Off Vocal）
4. MIRAI TICKET（Off Vocal）

## ライブ・パフォーマンス
「想いよひとつになれ」は、『ラブライブ!サンシャイン!! Aqours First LoveLive! 〜Step! ZERO to ONE!!〜』で、桜内梨子役の逢田梨香子が実際にピアノの演奏をアニメ本編とシンクロする形で行なった。音符も読めない素人だったものの、本人の意志で約3ヶ月間練習した末に本番で成功させた。2日目には、極度の緊張から曲の序盤で弾き間違えてしまい、ライブが途中で中断してしまうアクシデントがあったが、駆け寄ったメンバーと、会場のファンの声援を受けて復活。2回目は震えながらも最後まで弾き切ることができた。
2018年11月に東京ドームで開催された4thライブ『ラブライブ!サンシャイン!! Aqours 4th LoveLive! 〜Sailing to the Sunshine〜』では、逢田梨香子が冒頭の伴奏を弾いた後、ピアノから離れ、メンバー8人と合流。アニメ本編では披露されなかった9人でのダンスを披露した。この時のセンターは桜内梨子（逢田梨香子）。以降のライブでも9人バージョンで行なっている。